# Cratere Fujitsubo
Fujitsubo  è un cratere sulla superficie di Eros.